# Караідельська сільська рада
Ка́раіде́льська сільська рада (рос. Караидельский сельский совет) — муніципальне утворення у складі Караідельського району Башкортостану, Росія. Адміністративний центр — село Караідель.

## Населення
Населення — 8241 особа (2019, 7969 в 2010, 7007 в 2002).

## Склад
До складу поселення входять такі населені пункти:
| Населений пункт          | Населення, осіб (2002) | Населення, осіб (2010) |
| ------------------------ | ---------------------- | ---------------------- |
| Абизово, село            | 698                    | 905                    |
| Давлятовка, присілок     | 32                     | 27                     |
| Зінатовка, присілок      | 3                      | 2                      |
| Караідель, село          | 5174                   | 5980                   |
| Нижні Балмази, присілок  | 263                    | 221                    |
| Новоселка, присілок      | 35                     | 24                     |
| Середні Багази, присілок | 11                     | 0                      |
| Старі Багази, присілок   | 472                    | 496                    |
| Уразбахти, присілок      | 101                    | 101                    |
| Чапаш, присілок          | 218                    | 213                    |